# Amarië
Amarië is een personage uit de fictieve wereld van J.R.R. Tolkien.
Nadat Morgoth en Ungoliant de Silmarillen hadden gestolen en daarbij Finwë, de Hoge Koning van de Noldor in Formenos was vermoord vertrok Finrod met de meeste Noldorijnse elfen naar Beleriand. Amarië bleef in Valinor achter, wachtend op de terugkeer van haar geliefde.